# Bedford VAS

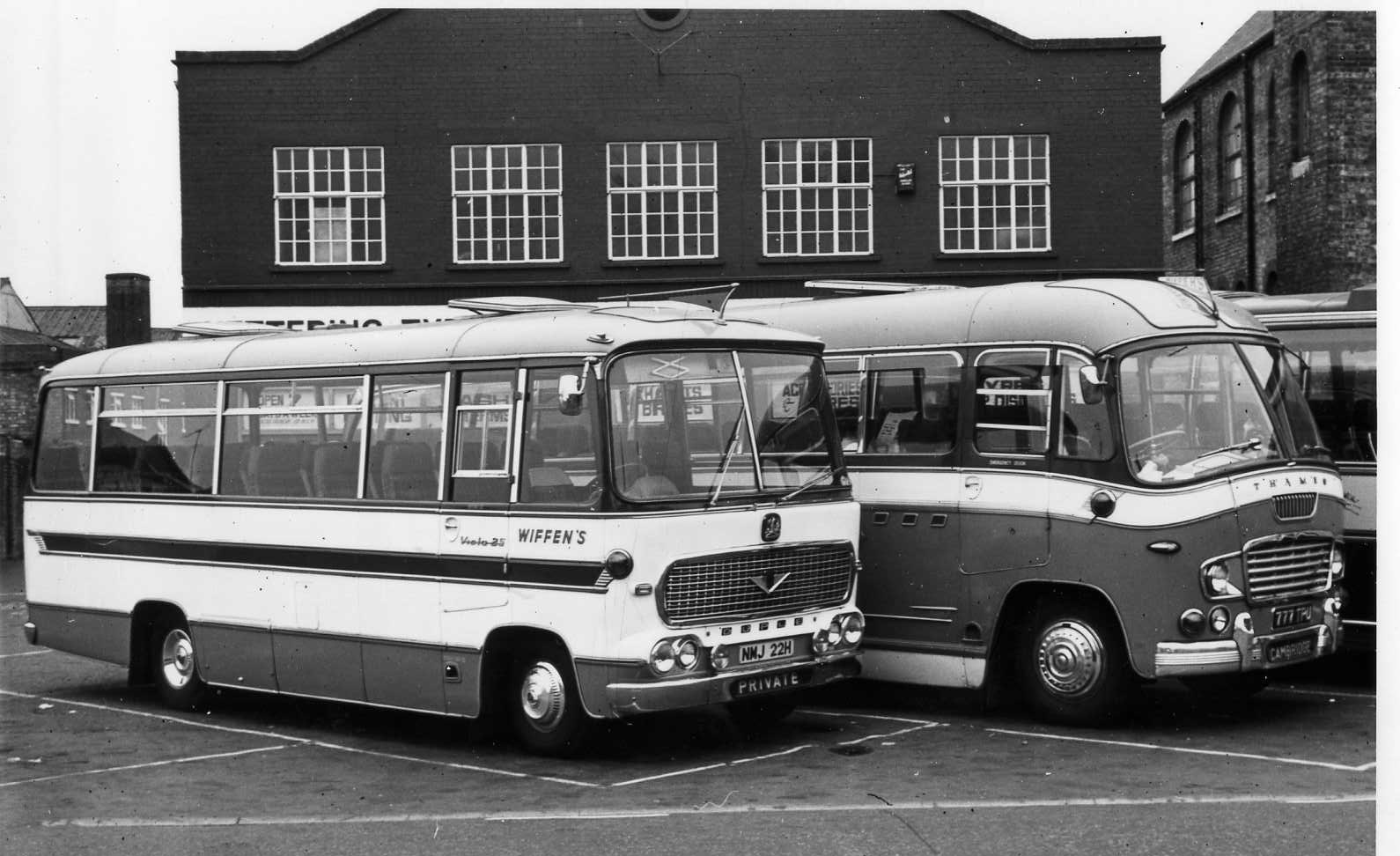
Bedford VAS mit Bella-Vista-Aufbau von Duple (links)

Der Name Bedford VAS bezeichnet ein Omnibusfahrgestell des britischen Herstellers Bedford Vehicles. Es wurde von 1961 bis 1985 gebaut.
Im Jahr 1950 hatte Bedford den SB auf den Markt gebracht, der nach Ansicht der Firma vom Markt verlangt wurde. Für viele Betreiber war dieser Bus mit 33 Sitzplätzen zu groß, nachgefragt wurden traditionell Busse mit 29 Plätzen. Bedford reagierte auf die Nachfrage nur zögerlich, so dass viele Bedford OB länger im Dienst verblieben. Erst ab 1957 war mit dem Bedford C ein Bus in der gefragten Größenordnung verfügbar. 1961 stellte die Firma schließlich den VAS vor, dabei steht der Name für VA series short. Die längeren Ausführungen hießen folgerichtig VAM und VAL.
Das Fahrgestell hatte einen Radstand von 13 Fuß und 8 Zoll. Anfänglich wurden nur ein Sechszylinder-Dieselmotor mit 4,9 l Hubraum  und optional ein 
Sechszylinder-Ottomotor mit 3,5 l Hubraum angeboten, später waren auch größere Motoren verfügbar. Standard war ein manuell zu schaltendes synchronisiertes Vierganggetriebe, für den VAS3 und VAS5 bzw. PFK und PJK war optional auch ein Fünfganggetriebe erhältlich.
Die Aufbauten kamen vor allem von Duple und Plaxton. Duple entwarf einen komplett neuen Aufbau, den Bella Vista, für das Chassis, der in seiner klaren Linienführung dem Zeitgeist der beginnenden 1960er Jahre entsprach. An dieses Design angelehnt entstand auch der etwas größere Bella Vega für den VAM. Einige kleinere Firmen lieferten in geringer Stückzahl weitere Aufbauten für das Chassis.
Anfang der 1970er Jahre galt das Design des VAS als überholt. Die weit hinten liegende Eingangstür und der in den Innenraum hineinragende Motor erschwerten den Einmannbetrieb, bei dem der Busfahrer auch die Rolle des Schaffners übernahm. Viele der Busse mit Aufbauten von Duple oder Willowbrook fanden jedoch noch in den Streitkräften, der Polizei und bei kommunalen Behörden Verwendung. Der VAS wurde auch mit Aufbauten als Krankenfahrzeug, mobile Bibliothek, Gefangenentransportwagen, mobile Verkaufsstelle oder Ausstellungsfahrzeug versehen und sogar als gepanzertes Fahrzeug gebaut. So wurde er, wenn auch nur noch in geringer Stückzahl, bis zur Schließung von Bedford 1987 hergestellt.

## Varianten
| Bezeichnung | Motor                                       | Anmerkung |
| ----------- | ------------------------------------------- | --------- |
| VAS1        | Sechszylinder-Dieselmotor mit 4,9 l Hubraum |           |
| VAS2        | Sechszylinder-Ottomotor mit 3,5 l Hubraum   |           |
| VAS3        | Sechszylinder-Ottomotor mit 4,9 l Hubraum   |           |
| VAS5        | Sechszylinder-Dieselmotor mit 5,4 l Hubraum |           |
| PDK         | Sechszylinder-Ottomotor mit 3,5 l Hubraum   |           |
| PFK         | Sechszylinder-Ottomotor mit 4,9 l Hubraum   |           |
| PJK         | Sechszylinder-Dieselmotor mit 5,4 l Hubraum |           |